# Ulica Grodzka w Płocku
 Ulica Grodzka  – najstarsza ulica Płocka z historią sięgającą XII wieku. Jej długość to blisko 200 metrów. Łączy dwa miejskie place - Stary Rynek i  plac Gabriela Narutowicza (dawniej Rynek Kanoniczny). Dawniej była najważniejszym traktem wjazdowym do grodu. Zabudowa ulicy stanowi głównie trzypiętrowe, XVIII-wieczne kamienice. Obecnie ul. Grodzka jest jednym z największych skupisk lokali usługowych w mieście. Mieści się na niej wiele pubów, barów, restauracji i pizzerii. Pod nr 5 znajduje się tablica pamiątkowa ku czci pisarza Stefana Themersona.